# Pottenstein
Pottenstein (pronunciación en alemán: /ˈpɔtn̩ˌʃtaɪ̯n/ⓘ) es un municipio situado en el distrito de Bayreuth, en el estado federado de Baviera (Alemania). Tiene una población estimada, a fines de 2020, de 5183 habitantes.
Está ubicado al norte del estado, en la región de Alta Franconia, cerca de la frontera con el estado de Turingia. Forma parte de la región conocida como la Suiza Francona.